# Alexander Glebowitsch Newsorow

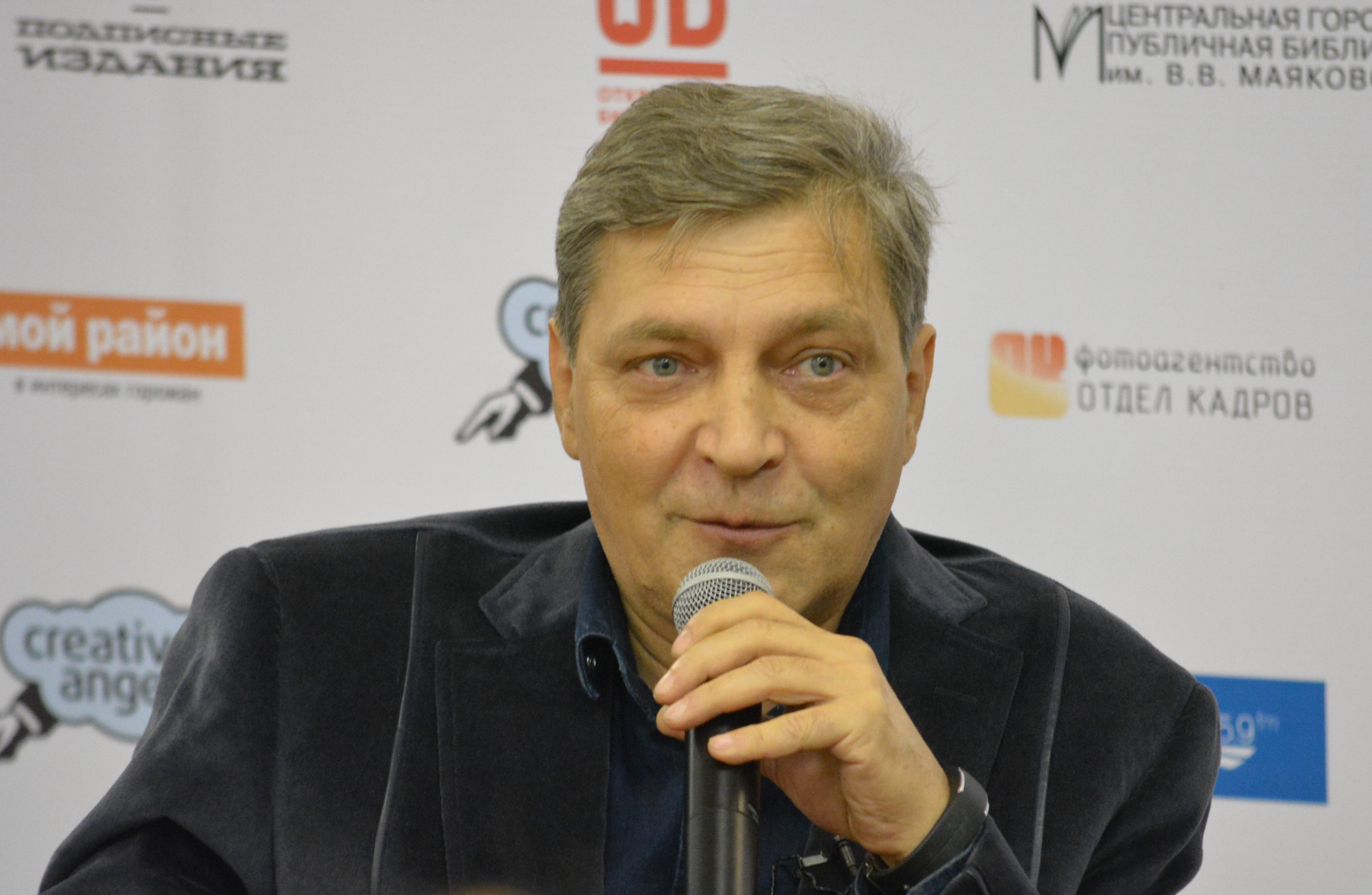
Alexander Glebowitsch Newsorow (2014)

Alexander Glebowitsch Newsorow (russisch Алекса́ндр Гле́бович Невзо́ров; * 3. August 1958 in Leningrad, RSFSR, UdSSR) ist ein russischer Journalist, Reporter, Moderator und Publizist. Zwischen 1993 und 2007 war er Abgeordneter der Staatsduma. Seit dem 3. Juni 2022 ist er zudem ukrainischer Staatsbürger.

## Werdegang
Newsorow absolvierte 1975 die allgemeinbildende Schule in seiner Geburtsstadt Leningrad (heute Sankt Petersburg). Seine berufliche Karriere begann 1983 im Leningrader Fernsehen als Stuntman. Die sowjetweite Bekanntheit erlangte er ab Ende 1987 als Journalist, Autor und Moderator des Fernsehsenders 600 Sekunden, der damals in allen Unionsrepubliken ausgestrahlt wurde.
1989 gab die Zeitung Newski-Prospekt einen Kalender mit dem Titel „Die berühmtesten Leningrader der Welt“ heraus, auf dem ein Foto von Newsorow als Cover diente.
Im Dezember 1990 überlebte Newsorow ein Attentat beim Treffen mit einem unbekannten Informanten, der dreimal auf den Journalisten schoss und ihn im Herzbereich verletzte.
Im Januar 1991 drehte Newsorow den Film Naschi (Unsrige) über die Ereignisse in der litauischen Hauptstadt Vilnius, der im Perwy Kanal gezeigt wurde. Darin stilisierte er die OMON-Einheiten, die gewaltsam gegen die Demonstranten vorgingen, zu Helden. Kurze Zeit später gründete er die nationalistische Bewegung „Die Unsrigen“ (nicht zu verwechseln mit der gleichnamigen Jugendorganisation, die dem russischen Präsidenten Wladimir Putin nahesteht) und schlug sich während des Augustputsches in Moskau auf die Seite des Staatskomitees für den Ausnahmezustand, der für den Erhalt der Sowjetunion war. Während der Russischen Verfassungskrise 1993 unterstützte Newsorow die Kontrahenten von Boris Jelzin. Im Dezember desselben Jahres zog er als unabhängiger Kandidat in die Duma und wurde bis 2007 insgesamt 4 mal nacheinander wiedergewählt.
Nach der Einstellung seiner Sendung 1993 begab sich Newsorow auf die Kriegsschauplätze und berichtete als Reporter über die Jugoslawienkriege sowie über die Konfliktherde im postsowjetischen Raum (u. a. über Transnistrien und Bergkarabach).
Zwischen 1994 und 1998 war Newsorow Berater von Boris Abramowitsch Berezowski. Zudem arbeitete er als Film- und Radioberater für den Bürgermeister von Sankt Petersburg Wladimir Anatoljewitsch Jakowlew.
Von 1995 bis 1999 moderierte Newsorow die Sendungen Dikoe pole (Wildes Feld), Dni (Tage) und Newsorow.
In den 2000er Jahren gab Newsorow den Politikjournalismus auf und entdeckte Interesse an Pferden. Im Jahr 2005 erschien auf Perwy Kanal sein Dokumentarfilm Pferde-Enzyklopädie (russisch Лошадиная энциклопедия). Er gründete außerdem eine Reitschule genannt „Nevzorov Haute Ecole“ und schrieb das Buch Pferd gekreuzigt und auferstanden (russisch Лошадь распятая и воскресшая).
Bei den Präsidentschaftswahlen 2012 gehörte Newsorow dem Kreis der Vertrauten von Wladimir Putin an.
Seit Mai 2016 fungiert er als Berater von Konstantin Ernst, dem Generaldirektor von Perwy Kanal.
Am 23. März 2022 wurde bekannt, dass sich Alexander Newsorow mit seiner Ehefrau Lidija für lange zuvor geplante Vorträge in Israel aufhielt. Newsorow verurteilte wiederholt den Überfall auf die Ukraine und sprach sich gegen die russische Propaganda aus. Gegen ihn wurde deshalb ein Strafverfahren eröffnet. Zum Verfahren sagte er, die Behörden seien dazu verdammt, „hilflosen, böswilligen, lächerlichen Unsinn zu produzieren“, weil sie die Verbrechen, die in der Ukraine begangen würden, verbergen müssten. Er habe schon lange gesagt, dass man es beim russischen Regime „mit absolut abnormalen Menschen und einer schizophrenen Ideologie“ zu tun habe. Mit dem Krieg würden nun alle seine Worte wie absichtlich mit Taten bewiesen. Auf die Frage, ob er nach Russland zurückkehre, antwortete er mit ja, denn die Versuchung sei groß, „diesen Idioten zu beweisen, dass nicht jeder Angst vor ihnen hat“.
Ein Moskauer Gericht verurteilte ihn in Abwesenheit Anfang 2023 zu 8 Jahren Haft, die er, falls er nach Russland zurückkehren würde, in einer Strafkolonie zu verbüßen hätte.
Newsorow war kurzzeitig mit der Filmschauspielerin Alexandra Jakowlewa verheiratet gewesen.